# Дьяна Енаке
Дьяна Енаке (нар. 12 грудня 1987) — колишня румунська тенісистка.
Найвищу одиночну позицію світового рейтингу — 343 місце досягла 11 квітня 2011, парну — 213 місце — 2 листопада 2015 року.
Здобула 13 одиночних та 49 парних титулів.

## Фінали ITF

### Одиночний розряд: 31 (13–18)
| Легенда          |
| ---------------- |
| Турніри $100,000 |
| Турніри $75,000  |
| Турніри $50,000  |
| Турніри $25,000  |
| Турніри $10,000  |

| Фінали за покриттям |
| ------------------- |
| Тверде (0–0)        |
| Ґрунт (13–18)       |
| Трава (0–0)         |
| Килим (0–0)         |

| Результат | Ранг | Дата              | Турнір                  | Покриття | Суперниця           | Рахунок            |
| --------- | ---- | ----------------- | ----------------------- | -------- | ------------------- | ------------------ |
| Поразка   | 1.   | 22 серпня 2005    | ITF Бухарест, Румунія   | Ґрунт    | Сімона Матей        | 3–6, 0–6           |
| Поразка   | 2.   | 22 травня 2006    | ITF Balș, Румунія       | Ґрунт    | Мелані Клаффнер     | 3–6, 4–6           |
| Перемога  | 1.   | 31 липня 2006     | ITF Bucharest           | Ґрунт    | Неда Козич          | 6–3, 2–6, 6–4      |
| Поразка   | 3.   | 11 червня 2007    | ITF Balș                | Ґрунт    | Natalia Orlova      | 6–2, 1–6, 5–7      |
| Поразка   | 4.   | 5 листопада 2007  | ITF Майорка, Іспанія    | Ґрунт    | Юлія Глушко         | 0–6, 0–6           |
| Поразка   | 5.   | 12 листопада 2007 | ITF Mallorca            | Ґрунт    | Сильвія Заґурська   | 1–6, 6–7(2–7)      |
| Перемога  | 2.   | 21 липня 2008     | ITF Хунедоара, Румунія  | Ґрунт    | Марія Мірковіч      | 6–2, 4–6, 6–1      |
| Поразка   | 6.   | 25 серпня 2008    | ITF Bucharest           | Ґрунт    | Конні Перрен        | 3–6, 2–6           |
| Поразка   | 7.   | 1 вересня 2008    | ITF Brașov, Румунія     | Ґрунт    | Ірина-Камелія Бегу  | 6–4, 4–6, 1–6      |
| Поразка   | 8.   | 3 серпня 2009     | ITF Арад, Румунія       | Ґрунт    | Ані Міячика         | 1–6, 2–6           |
| Поразка   | 9.   | 14 вересня 2009   | ITF Льєйда, Іспанія     | Ґрунт    | Лара Арруабаррена   | 3–6, 7–5, 2–6      |
| Поразка   | 10.  | 17 травня 2010    | ITF Bucharest           | Ґрунт    | Александра Каданцу  | 2–6, 4–6           |
| Поразка   | 11.  | 27 вересня 2010   | ITF Чіампіно, Італія    | Ґрунт    | Мартіна Карегаро    | 3–6, 3–6           |
| Перемога  | 3.   | 18 жовтня 2010    | ITF Дубровник, Хорватія | Ґрунт    | Вів'єнне В'єрін     | 6–3, 7–5           |
| Перемога  | 4.   | 15 листопада 2010 | ITF Mallorca            | Ґрунт    | Карін Кнапп         | 6–4, 6–2           |
| Поразка   | 12.  | 28 лютого 2011    | ITF Анталія, Туреччина  | Ґрунт    | Крістіна Діну       | 2–6, 3–6           |
| Перемога  | 5.   | 11 липня 2011     | ITF Ясси, Румунія       | Ґрунт    | Даніелле Гармсен    | 7–6(11–9), 6–2     |
| Перемога  | 6.   | 15 серпня 2011    | ITF Арад, Румунія       | Ґрунт    | Raluca Elena Platon | 6–1, 1–0 ret.      |
| Перемога  | 7.   | 17 жовтня 2011    | ITF Анталія             | Ґрунт    | Анна-Лена Фрідзам   | 6–4, 6–2           |
| Перемога  | 8.   | 24 жовтня 2011    | ITF Анталія             | Ґрунт    | Марина Заневська    | 6–1, 6–7(5–7), 6–4 |
| Поразка   | 13.  | 6 лютого 2012     | ITF Анталія             | Ґрунт    | Крістіна Діну       | 1–6, 1–6           |
| Поразка   | 14.  | 22 жовтня 2012    | ITF Анталія             | Ґрунт    | Ольга Янчук         | 6–3, 4–6, 4–6      |
| Поразка   | 15.  | 18 листопада 2013 | ITF Анталія             | Ґрунт    | Екатеріне Горгодзе  | 6–4, 1–6, 4–6      |
| Перемога  | 9.   | 5 травня 2014     | ITF Пула, Італія        | Ґрунт    | Глорія Лянг         | 6–2, 6–7(7–9), 6–0 |
| Поразка   | 16.  | 4 серпня 2014     | ITF Arad                | Ґрунт    | Ніколета Даскелу    | 3–6, 3–6           |
| Перемога  | 10.  | 20 жовтня 2014    | ITF Pula                | Ґрунт    | Martina Spigarelli  | 6–2, 6–4           |
| Поразка   | 17.  | 16 лютого 2015    | ITF Анталія             | Ґрунт    | Софія Квацабая      | 4–6, 6–7(6–8)      |
| Перемога  | 11.  | 23 лютого 2015    | ITF Анталія             | Ґрунт    | Берфу Дженгіз       | 4–6, 6–4, 6–0      |
| Перемога  | 12.  | 1 червня 2015     | ITF Галац, Румунія      | Ґрунт    | Ірина Бара          | 6–3, 4–6, 6–3      |
| Перемога  | 13.  | 17 серпня 2015    | ITF Bucharest           | Ґрунт    | Крістіна Ене        | 6–3, 4–6, 6–1      |
| Поразка   | 18.  | 31 жовтня 2016    | ITF Хаммамет, Туніс     | Ґрунт    | Джил Тайхманн       | 4–6, 4–6           |

### Парний розряд: 80 (49–31)
| Легенда         |
| --------------- |
| Турніри $75,000 |
| Турніри $50,000 |
| Турніри $25,000 |
| Турніри $15,000 |
| Турніри $10,000 |

| Фінали за покриттям |
| ------------------- |
| Тверде (1–2)        |
| Ґрунт (48–29)       |
| Трава (0–0)         |
| Килим (0–0)         |

| Результат | Ранг | Дата              | Місце                                         | Покриття | Партнерка                 | Суперниці                                  | Рахунок                    |
| --------- | ---- | ----------------- | --------------------------------------------- | -------- | ------------------------- | ------------------------------------------ | -------------------------- |
| Перемога  | 1.   | 13 червня 2005    | Бухарест, Румунія                             | Ґрунт    | Corina Corduneanu         | Александра Дулгеру Міхаела Модован         | 2–2 ret.                   |
| Поразка   | 1.   | 8 травня 2006     | Bucharest                                     | Ґрунт    | Сорана Кирстя             | Габріела Нікулеску Моніка Нікулеску        | 3–6, 0–6                   |
| Поразка   | 2.   | 12 червня 2006    | Mediaș, Румунія                               | Ґрунт    | Raluca Ciulei             | Лаура Йоана Пар Andrada Dinu               | 5–7, 5–7                   |
| Поразка   | 3.   | 14 серпня 2006    | Братислава, Словаччина                        | Ґрунт    | Maren Kassens             | Ева Фіслова Станіслава Грозенська          | 2–6, 2–6                   |
| Перемога  | 2.   | 21 серпня 2006    | Марибор, Словенія                             | Ґрунт    | Антонія Ксенія Тоут       | Дія Евтімова Маша Зец-Пешкірич             | w/o                        |
| Поразка   | 4.   | 28 серпня 2006    | Timișoara, Румунія                            | Ґрунт    | Агнеш Сатмарі             | Corina Corduneanu Йоана Гаспар             | 3–6, 4–6                   |
| Поразка   | 5.   | 4 вересня 2006    | ITF Bucharest                                 | Ґрунт    | Антонія Ксенія Тоут       | Лаура-Йоана Андрей Maria Luiza Crăciun     | 4–6, 6–1, 3–6              |
| Поразка   | 6.   | 4 червня 2007     | Pitești, Румунія                              | Ґрунт    | Антонія Ксенія Тоут       | Лаура-Йоана Андрей Raluca Ciulei           | 2–6, 4–6                   |
| Поразка   | 7.   | 11 червня 2007    | Balș, Румунія                                 | Ґрунт    | Антонія Ксенія Тоут       | Raluca Ciulei Марія Ірігоєн                | 3–6, 3–6                   |
| Поразка   | 8.   | 23 липня 2007     | Арад, Румунія                                 | Ґрунт    | Антонія Ксенія Тоут       | Melisa Cabrera Handt Carolina Gago Fuentes | 5–7, 4–6                   |
| Перемога  | 3.   | 27 серпня 2007    | Хунедоара, Румунія                            | Ґрунт    | Антонія Ксенія Тоут       | Лаура-Йоана Андрей Ірина-Камелія Бегу      | 3–6, 6–4, 6–4              |
| Перемога  | 4.   | 9 червня 2008     | Крайова, Румунія                              | Ґрунт    | Лаура-Йоана Андрей        | Ірина-Камелія Бегу Александра Дамаскін     | 6–3, 6–1                   |
| Поразка   | 9.   | 14 липня 2008     | Balș, Румунія                                 | Ґрунт    | Лаура-Йоана Андрей        | Камелія Хрістя Йонела-Андрея Йова          | 6–2, 4–6, [8–10]           |
| Перемога  | 5.   | 28 липня 2008     | Арад, Румунія                                 | Ґрунт    | Лаура-Йоана Андрей        | Elora Dabija Андрея Міту                   | 3–6, 6–2, [10–6]           |
| Перемога  | 6.   | 20 жовтня 2008    | Сан-Кугат-дал-Бальєс, Іспанія                 | Ґрунт    | Ольга Брозда              | Melisa Cabrera Handt Лусія Сайнс           | 6–7(4–7), 7–6(7–3), [10–7] |
| Поразка   | 10.  | 25 травня 2009    | Pitești, Румунія                              | Ґрунт    | Андрея Міту               | Александра Дамаскін Камелія Хрістя         | 1–6, 4–6                   |
| Перемога  | 7.   | 27 липня 2009     | Онешті, Румунія                               | Ґрунт    | Александра Дамаскін       | Камелія Хрістя Veronica Popovici           | 6–2, 6–1                   |
| Перемога  | 8.   | 3 серпня 2009     | Арад, Румунія                                 | Ґрунт    | Андрея Міту               | Йонела-Андрея Йова Ioana Ivan              | 6–3, 7–5                   |
| Перемога  | 9.   | 19 жовтня 2009    | Салоніки, Греція                              | Ґрунт    | Камелія Хрістя            | Ольга Брозда Юстина Єгйолка                | 5–7, 6–4, [11–9]           |
| Поразка   | 11.  | 7 грудня 2009     | Бенікарло, Іспанія                            | Ґрунт    | Александра Каданцу        | Роміна Опранді Лаура Поус Тіо              | 4–6, 3–6                   |
| Перемога  | 10.  | 8 березня 2010    | Анталія, Туреччина                            | Ґрунт    | Андрея Міту               | Евеліна Майр Джулія Майр                   | 6–7(3–7), 6–1, [11–9]      |
| Поразка   | 12.  | 17 травня 2010    | Бухарест, Румунія                             | Ґрунт    | Андрея Міту               | Лаура-Йоана Андрей Меделіна Гожня          | 4–6, 6–3, [7–10]           |
| Перемога  | 11.  | 19 липня 2010     | Бухарест, Румунія                             | Ґрунт    | Андрея Міту               | Дессислава Младенова Далія Зафирова        | 6–3, 6–1                   |
| Поразка   | 13.  | 16 серпня 2010    | Бухарест, Румунія                             | Ґрунт    | Камелія Хрістя            | Лаура-Йоана Андрей Міхаела Бузернеску      | 1–6, 3–6                   |
| Перемога  | 12.  | 23 серпня 2010    | Wanfercée-Baulet, Бельгія                     | Ґрунт    | Алізе Лім                 | Gally De Wael Фатіма Ель Алламі            | 6–0, 6–3                   |
| Перемога  | 13.  | 27 вересня 2010   | Чіампіно, Італія                              | Ґрунт    | Валентіна Сульпіціо       | Стефанія К'єппа Мартина Гледачева          | 6–4, 6–4                   |
| Перемога  | 14.  | 25 жовтня 2010    | Дубровник, Хорватія                           | Ґрунт    | Андрея Вейдяну            | Ольга Брозда Наталія Колат                 | 6–3, 6–2                   |
| Перемога  | 15.  | 15 листопада 2010 | Майорка, Іспанія                              | Ґрунт    | Raluca Elena Platon       | Марія Жуан Келер Августа Цибишева          | 6–3, 7–6(7–3)              |
| Перемога  | 16.  | 11 квітня 2011    | Помеція, Італія                               | Ґрунт    | Карін Кнапп               | Конні Перрен Марина Шамайко                | 7–6(7–3), 6–2              |
| Поразка   | 14.  | 18 квітня 2011    | Чивітавекк'я, Італія                          | Ґрунт    | Ліана Унгур               | Даніелле Гармсен Река Луца Яні             | 2–6, 3–6                   |
| Перемога  | 17.  | 27 червня 2011    | Істад, Швеція                                 | Ґрунт    | Александра Каданцу        | Мервана Югич-Салкич Емма Лайне             | 6–4, 2–6, [10–5]           |
| Перемога  | 18.  | 4 липня 2011      | Крайова, Румунія                              | Ґрунт    | Даніелле Гармсен          | Елена Богдан Міхаела Бузернеску            | 4–6, 7–6(7–5), [10–6]      |
| Перемога  | 19.  | 11 липня 2011     | Ясси, Румунія                                 | Ґрунт    | Даніелле Гармсен          | Йонела-Андрея Йова Андрея Вейдяну          | 6–4, 6–1                   |
| Перемога  | 20.  | 15 серпня 2011    | Арад, Румунія                                 | Ґрунт    | Андрея Вейдяну            | Bianca Hîncu Diana Marcu                   | 6–3, 6–7(4–7), [16–14]     |
| Перемога  | 21.  | 5 вересня 2011    | Алфен-ан-ден-Рейн (муніципалітет), Нідерланди | Ґрунт    | Даніелле Гармсен          | Катажина Пітер Барбара Собашкевич          | 6–2, 6–7(4–7), [11–9]      |
| Поразка   | 15.  | 17 жовтня 2011    | Анталія, Туреччина                            | Ґрунт    | Даніелле Гармсен          | Софія Квацабая Марина Заневська            | 4–6, 1–6                   |
| Перемога  | 22.  | 24 жовтня 2011    | Анталія, Туреччина                            | Ґрунт    | Даніелле Гармсен          | Лаура-Йоана Андрей Камелія Хрістя          | 6–0, 6–3                   |
| Перемога  | 23.  | 21 листопада 2011 | Анталія, Туреччина                            | Ґрунт    | Даніелле Гармсен          | Даліла Якупович Зара-Ребекка Секуліч       | 6–1, 6–3                   |
| Перемога  | 24.  | 28 листопада 2011 | Анталія, Туреччина                            | Ґрунт    | Даніелле Гармсен          | Elena-Teodora Cadar Іоана Лоредана Рошка   | 7–5, 6–2                   |
| Перемога  | 25.  | 30 січня 2012     | Анталія, Туреччина                            | Ґрунт    | Даніелле Гармсен          | Ілона Кремінь Емі Мутагуті                 | 6–0, 1–6, [10–6]           |
| Перемога  | 26.  | 6 лютого 2012     | Анталія, Туреччина                            | Ґрунт    | Даніелле Гармсен          | Seda Arantekin Гюля Есен                   | 7–6(7–5), 6–1              |
| Перемога  | 27.  | 5 березня 2012    | Анталія, Туреччина                            | Ґрунт    | Крістіна Діну             | Ангелина Габуєва Маргарита Лазарева        | 6–0, 5–7, [10–3]           |
| Поразка   | 16.  | 2 липня 2012      | Роверето, Італія                              | Ґрунт    | Даніелле Гармсен          | Естель Гізар Джулія Майр                   | 3–6, 3–6                   |
| Перемога  | 28.  | 30 липня 2012     | Ребек, Бельгія                                | Ґрунт    | Даніелле Гармсен          | Леслі Керкгове Марина Мельникова           | 6–4, 6–2                   |
| Перемога  | 29.  | 6 серпня 2012     | Коксейде, Бельгія                             | Ґрунт    | Даніелле Гармсен          | Міртій Жорж Céline Ghesquière              | 3–6, 6–3, [10–5]           |
| Перемога  | 30.  | 3 вересня 2012    | Алфен-ан-ден-Рейн, Нідерланди                 | Ґрунт    | Даніелле Гармсен          | Корінна Дентоні Юстіна Озга                | 6–2, 6–0                   |
| Поразка   | 17.  | 24 вересня 2012   | Анталія, Туреччина                            | Ґрунт    | Bianca Hîncu              | Анаїс Лорендон Катержина Ванькова          | 5–7, 3–6                   |
| Перемога  | 31.  | 29 жовтня 2012    | Анталія, Туреччина                            | Ґрунт    | Даніелле Гармсен          | Гюля Есен Лютфіє Есен                      | 4–6, 6–1, [10–3]           |
| Поразка   | 18.  | 5 листопада 2012  | Анталія, Туреччина                            | Ґрунт    | Даніелле Гармсен          | Агнеш Букта Петра Крейсова                 | w/o                        |
| Перемога  | 32.  | 8 квітня 2013     | Анталія, Туреччина                            | Тверде   | Ірина Бара                | Беатріс Аддад Майя Барбара Луш             | 7–5, 6–1                   |
| Поразка   | 19.  | 15 квітня 2013    | Анталія, Туреччина                            | Тверде   | Ірина Бара                | Андреа Бенітес Карла Форте                 | 2–6, 4–6                   |
| Перемога  | 33.  | 8 липня 2013      | Ясси, Румунія                                 | Ґрунт    | Ірина Бара                | Аніта Гусарич Kateryna Sliusar             | 6–2, 6–1                   |
| Перемога  | 34.  | 5 серпня 2013     | Арад, Румунія                                 | Ґрунт    | Ірина Бара                | Cristina Adamescu Ana Bianca Mihaila       | 6–4, 6–3                   |
| Поразка   | 20.  | 12 серпня 2013    | Крайова, Румунія                              | Ґрунт    | Крістіна Шаховец          | Аліче Балдуччі Катажина Кава               | 6–3, 6–7(3–7), [8–10]      |
| Поразка   | 21.  | 26 серпня 2013    | Мамая, Румунія                                | Ґрунт    | Інес Феррер Суарес        | Каміла Керімбаєва Крістіна Шаховец         | 3–6, 5–7                   |
| Перемога  | 35.  | 28 жовтня 2013    | Анталія, Туреччина                            | Ґрунт    | Raluca Elena Platon       | Екатеріне Горгодзе Пія Кеніг               | 3–6, 6–3, [10–5]           |
| Перемога  | 36.  | 4 листопада 2013  | Анталія, Туреччина                            | Ґрунт    | Raluca Elena Platon       | Ліна Джорческа Мартіна Кубічикова          | 7–5, 6–1                   |
| Поразка   | 22.  | 11 листопада 2013 | Анталія, Туреччина                            | Ґрунт    | Raluca Elena Platon       | Ліна Гьорчеська Анастасія Вдовенко         | 3–6, 2–6                   |
| Перемога  | 37.  | 9 грудня 2013     | Анталія, Туреччина                            | Ґрунт    | Raluca Elena Platon       | Одзекі Мітіка Хікарі Ямамото               | 7–5, 6–1                   |
| Поразка   | 23.  | 27 січня 2014     | Анталія, Туреччина                            | Ґрунт    | Ірина Бара                | Світлана Пироженко Альона Сотникова        | 5–7, 6–1, [7–10]           |
| Перемога  | 38.  | 31 березня 2014   | Пула (Італія), Італія                         | Ґрунт    | Аліче Балдуччі            | Татьяна Буа Інес Феррер Суарес             | 3–6, 6–1, [10–1]           |
| Поразка   | 24.  | 7 квітня 2014     | Пула, Італія                                  | Ґрунт    | Аліче Балдуччі            | Мана Аюкава Олена Остапенко                | 5–7, 6–3, [5–10]           |
| Перемога  | 39.  | 28 квітня 2014    | Пула, Італія                                  | Ґрунт    | Клаудія Джовіне           | Мартіна Карегаро Анна Флоріс               | 6–2, 6–4                   |
| Поразка   | 25.  | 30 червня 2014    | Брюссельський столичний регіон, Бельгія       | Ґрунт    | Натела Дзаламідзе         | Аліче Матеуччі Камілла Розателло           | 4–6, 6–3, [3–10]           |
| Перемога  | 40.  | 28 липня 2014     | Бад-Заульгау, Німеччина                       | Ґрунт    | Арабела Фернандес Рабенер | Ребекка Петерсон Гільда Меландер           | 7–5, 6–3                   |
| Перемога  | 41.  | 4 серпня 2014     | Арад, Румунія                                 | Ґрунт    | Ірина Бара                | Ліна Гьорчеська Камелія Хрістя             | 4–6, 7–5, [10–6]           |
| Поразка   | 26.  | 1 вересня 2014    | Галац, Румунія                                | Ґрунт    | Арабела Фернандес Рабенер | Oana Georgeta Simion Агнеш Сатмарі         | 6–4, 4–6, [8–10]           |
| Поразка   | 27.  | 22 вересня 2014   | Варна                                         | Ґрунт    | Raluca Elena Platon       | Ізабелла Шинікова Джулія Терзійська        | 5–7, 1–6                   |
| Перемога  | 42.  | 29 вересня 2014   | Албена, Болгарія                              | Ґрунт    | Raluca Elena Platon       | Helen Ploskina Анастасія Вдовенко          | 6–2, 6–2                   |
| Поразка   | 28.  | 13 жовтня 2014    | Пула, Італія                                  | Ґрунт    | Raluca Elena Platon       | Анна Клазен Шарлотте Клазен                | 2–6, 3–6                   |
| Перемога  | 43.  | 20 жовтня 2014    | Пула, Італія                                  | Ґрунт    | Raluca Elena Platon       | Inger van Dijkman Janneke Wikkerink        | 6–2, 7–5                   |
| Перемога  | 44.  | 8 грудня 2014     | Анталія, Туреччина                            | Ґрунт    | Ірина Бара                | Magdalena Stoilkovska Elke Tiel            | 6–2, 6–4                   |
| Поразка   | 29.  | 16 березня 2015   | Порт-ель-Кантауї, Туніс                       | Тверде   | Raluca Ciufrila           | Inger van Dijkman Britt Geukens            | 2–6, 0–6                   |
| Перемога  | 45.  | 6 квітня 2015     | К'яссо, Швейцарія                             | Ґрунт    | Река Луца Яні             | Джулія Гатто-Монтіконе Аліче Матеуччі      | 6–2, 7–5                   |
| Поразка   | 30.  | 27 квітня 2015    | Пула, Італія                                  | Ґрунт    | Аліче Матеуччі            | Настя Колар Десіпна Папаміхаїл             | 1–6, 6–1, [8–10]           |
| Поразка   | 31.  | 8 червня 2015     | Галац, Румунія                                | Ґрунт    | Ірина Бара                | Крістіна Діну Ліна Гьорчеська              | 4–6, 2–6                   |
| Перемога  | 46.  | 3 серпня 2015     | Бад-Заульгау, Німеччина                       | Ґрунт    | Крістіна Діну             | Десіпна Папаміхаїл Марія Саккарі           | 2–6, 6–3, [10–8]           |
| Перемога  | 47.  | 17 серпня 2015    | Бухарест, Румунія                             | Ґрунт    | Крістіна Діну             | Елена Русе Oana Georgeta Simion            | 6–0, 6–2                   |
| Перемога  | 48.  | 17 жовтня 2016    | Анталія, Туреччина                            | Ґрунт    | Агнеш Букта               | Ulyana Ayzatulina Anastasiya Poplavska     | 6–4, 6–1                   |
| Перемога  | 49.  | 7 листопада 2016  | Хаммамет, Туніс                               | Ґрунт    | Ilona Georgiana Ghioroaie | Кароліна Мелігені Алвіс Noelia Zeballos    | 3–6, 6–1, [10–8]           |